# 충현초등학교
충현초등학교는 대한민국 경기도 광명시에 있는 공립 초등학교이다.

## 학교 연혁
- 2011.03.01 충현초등학교 개교, 초등21학급(특수1) 편성, 병설유치원 2학급 편성
- 2011.03.01 초대 강성채 교장 취임
- 2011.09.01 혁신학교 지정
- 2012.02.14 제1회 졸업[졸업생: 124명]
- 2012.09.01 제2대 노기섭 교장 취임
- 2013.02.14 제2회 졸업[졸업생: 총 278명]
- 2013.03.01 초등 41학급(특수1)편성, 병설유치원 2학급 편성
- 2014.02.14 제3회 졸업[졸업생: 총 459명]
- 2014.03.01 초등 48학급(특수1)편성, 병설유치원 2학급 편성
- 2014.09.01 제3대 신인숙 교장 취임
- 2015.02.13 제4회 졸업[졸업생: 총 626명]
- 2015.09.01	  혁신학교 재지정
- 2016.02.12	  제5회 졸업 [졸업생: 총 806명]
- 2017.02.10	  제6회 졸업 [졸업생: 총 1,013명]
- 2018.02.09	  제7회 졸업 [졸업생: 총 1,224명]
- 2018.03.01	  제4대 김형식 교장 취임
- 2019.02.09	  제8회 졸업 [졸업생: 총 1,432명]
- 2019.03.01	  초등 44학급(특수1) 편성, 병설유치원 2학급 편성
- 2020.01.10 	  제9회 졸업 [졸업생: 총 1,626명]
- 2021.01.14 	  제10회 졸업 [졸업생: 총 1,835명]
- 2021.09.01	  제5대 정경동 교장 취임

## 참고 자료
- 충현초등학교 - 한국교육학술정보원 학교알리미